# Nordeuropäische Formel-4-Meisterschaft
Die nordeuropäische Formel-4-Meisterschaft, auch bekannt als SMP F4 Championship, (offiziell F4 NEZ Championship certified by FIA) war eine Automobilrennserie nach dem FIA-Formel-4-Reglement. Die Rennveranstaltungen wurden in der nordeuropäischen Zone (NEZ) der FIA in den Ländern Estland, Finnland und Russland ausgetragen. Die nordeuropäische Formel-4-Meisterschaft wurde erstmals 2015 ausgetragen.

## Geschichte

### Gründung
Nachdem die FIA 2013 die Einführung eines Formel-4-Reglements beschlossen hatte, wurde die nordeuropäische Formel-4-Meisterschaft zur Saison 2015 kreiert. Die Meisterschaft wird von den Motorsportverbänden (ASN) AKK-Motorsport (Finnland) und Russian Automobile Federation (Russland) sanktioniert und vom finnischen Rennstall Koiranen GP sowie dem SMP Racing-Projekt des russisch-finnischen Oligarchen Boris Rotenberg organisiert. Die Serie wurde offiziell als SMP F4 Championship beworben und vermarktet. Die FIA verwendet die Bezeichnung F4 NEZ Championship für die Meisterschaft. In ihrer ersten Saison trug die Meisterschaft Rennen in Estland, Finnland und Russland aus.
Die Bezeichnung Nordeuropa bezieht sich bei dieser Meisterschaft auf die nordeuropäische Zone (NEZ) der FIA. Diese umfasst insgesamt neun Staaten: Dänemark, Estland, Finnland, Island, Lettland, Litauen, Norwegen, Russland und Schweden.

### Verlust der FIA-Zertifizierung
Nach der Saison 2018 verlor die Meisterschaft ihren FIA Status und Koiranen GP stieg daraufhin aus der Rennserie aus. Die bislang letzte Saison 2019 wurde von SMP-Racing nur in Russland durchgeführt, einzig die letzte Runde fand auf einer finnischen Rennstrecke statt. SMP-Racing gründete als Nachfolgeserie die RAF Formula 4 Championship, die ihre Rennen nur in Russland austrägt. Koiranen GP gründete seinerseits die finnische Rennserie Formula Academy Finland, welche dasselbe Tatuus-Chassis wie die Nordeuropäische Formel 4 verwendet.

## Ablauf des Rennwochenendes
Jedes Rennwochenende bestand aus zwei 60-minütigen freien Trainings am Freitag. Am Samstag fanden ein 30-minütiges Qualifying sowie das erste Rennen statt. Das zweite und dritte Rennen wurden am Sonntag ausgetragen. Alle Rennen hatten eine Distanz von 25 Minuten + 1 Runde.

## Fahrzeug
In der nordeuropäischen Formel-4-Meisterschaft wurde das Tatuus-Chassis F4-T014 mit einem Abarth 1,4-Liter-T-Jet-Motor verwendet. Die Reifen wurden von Hankook gestellt.

## Besonderheiten
In der nordeuropäischen Formel-4-Meisterschaft wurden nur Fahrer gewertet, die mit einer Lizenz aus der nordeuropäischen Zone an den Start gehen. Alle anderen Fahrer wurden als Gaststarter behandelt. Die ersten drei Fahrer der Meisterschaft erhielten hoch dotierte Stipendien, die den Fahrern bei dem Wechsel in die europäische Formel-3-Meisterschaft helfen sollten. Der Meister erhielt eine Prämie in Höhe von 350.000 Euro, der Zweite eine Prämie in Höhe von 150.000 Euro und der Dritte eine Prämie in Höhe von 20.000 Euro.
Im Gegensatz zu anderen FIA-Formel-4-Meisterschaften wurden in der nordeuropäischen Formel-4-Meisterschaft alle Fahrzeuge von einem einzigen Rennstall – Koiranen GP – eingesetzt.
Darüber hinaus gab es einige Abweichungen vom sportlichen FIA-Formel-4-Reglement. Beim zweiten Rennen wurde die Startaufstellung zwar auch mit dem Ergebnis des ersten Rennens bestimmt, allerdings wurde die Startaufstellung nicht gedreht, sodass die Startaufstellung des zweiten Rennens mit dem Endklassement des ersten Rennens identisch war. Darüber hinaus gab es nur einen Bonuspunkt für die schnellste Zeit im Qualifying.

## Fernsehübertragung
Die Rennen wurden per Live-Streaming auf der offiziellen Website übertragen. Anschließend sind die Rennen auf dem eigenen YouTube-Kanal SMP F4 Championship verfügbar.

## Bisherige Meister
| Saison | Meister             | Punkte | Zweiter         | Punkte | Dritter             | Punkte | Quelle |
| ------ | ------------------- | ------ | --------------- | ------ | ------------------- | ------ | ------ |
| 2015   | Niko Kari           | 449    | Wladimir Atojew | 296    | Nerses Issaakjan    | 234    | [ 9 ]  |
| 2016   | Richard Verschoor   | 339    | Jarno Opmeer    | 264    | Alexander Vartanyan | 202    | [ 10 ] |
| 2017   | Christian Lundgaard | 292    | Bent Viscaal    | 218    | Alexander Smoljar   | 217    | [ 11 ] |
| 2018   | Konsta Lappalainen  | 316    | Michael Below   | 275    | Isac Blomqvist      | 201    | [ 12 ] |
| 2019   | Pavel Bulantsev     | 254    | Artem Lobanenko | 224    | Aleksey Nesov       | 204    | [ 13 ] |